# Luis Gómez Laguna (futbolista)
Luis Gómez Laguna, más conocido como Luis Laguna (Toledo, España, 25 de febrero de 1951), es un exfutbolista español que desempeñaba la función de defensa y delantero. A lo largo de su dilatada trayectoria jugó en equipos como Tenerife, Atlético de Madrid, Osasuna, Orense, C.D. Málaga y Getafe Deportivo.

## Trayectoria
Luis Laguna empezó a los catorce años jugando en la U.D. Santa Bárbara, pero un año más tarde sus padres, por motivos de trabajo, se trasladaron a Bilbao, y el joven Laguna, nada más llegar, se incorporó al Club Deportivo Santurtzi. En este equipo estuvo dos años, cuando con diecisiete años recién cumplidos ficha por el Atlético de Madrid. Era el año 1968 y jugó en los juveniles de este equipo, para más tarde ser cedido al Carabanchel, Atlético Madrileño, Orense, Tenerife y Osasuna, hasta los 25 años, en que de nuevo lo repescó el equipo colchonero, con quien consiguió una Copa Intercontinental, una Copa del Generalísimo y un subcampeonato de la Copa de Europa.

## Clubes
Actualizado el 30 de septiembre de 2018.
| Club               | División    | Año       | Partidos (Liga) | Goles (Liga) |
| ------------------ | ----------- | --------- | --------------- | ------------ |
| Tenerife           | 2ª División | 1971-1972 | 20              | 2            |
| Atlético de Madrid | 1ª División | 1972-1973 |                 |              |
| Osasuna            | 2ª División | 1972-1973 | 17              | 7            |
| Atlético de Madrid | 1ª División | 1973-1974 |                 |              |
| Ourense            | 2ª División | 1973-1974 | 15              | 2            |
| Atlético de Madrid | 1ª División | 1974-1975 | 4               | 1            |
| Atlético de Madrid | 1ª División | 1975-1976 | 4               |              |
| Málaga             | 1ª División | 1976-1977 | 23              |              |
| Málaga             | 2ª División | 1977-1978 | 14              | 1            |
| Getafe Deportivo   | 2ª División | 1978-1979 | 16              |              |
| Getafe Deportivo   | 2ª División | 1979-1980 | 19              | 2            |
| Getafe Deportivo   | 2ª División | 1980-1981 | 10              |              |